# Фелікс Бракмон
 Фелікс Бракмон (фр. Félix Bracquemond; 22 травня 1833, Париж — 29 жовтня 1914, Севр) — французький художник, переважно графік і майстер розпису порцеляни.

## Біографія, ранні роки
Народився у Парижі. Відомо, що він потайки опановував літографію, створюючи етикетки та релігійні сюжети, аби заробити на життя. Його продукцію побачив художник Жозеф Гішар (1806—1880), учень Енгра і прихильник академізму, і взяв на навчання у власну майстерню. В майстерні Гішара юнак опановував техніку олійного живопису. До перших творів цього періоду належить портрет його бабусі, котрий молодий художник наважився подати на виставку в Паризький салон.
Твір помітив Теофіль Готьє, котрий навіть порівнював його з портретами пензля Ганса Гольбейна молодшого. Через рік Фелікс подав на Салон власний автопортрет з інструментами для створення гравюр.

## Відданість графіці
Живопис олійними фарбами не став для художника головним, його більше приваблювали графічні техніки. Відомо, що Фелікс Бракмон віддав чимало зусиль та часу на переведення у графіку творів інших французьких художників, серед котрих Каміль Коро, Гюстав Моро, престижний тоді Луї-Ернест Мейсоньє (1815—1891).

## Фелікс Бракмон і манґа Хокусая

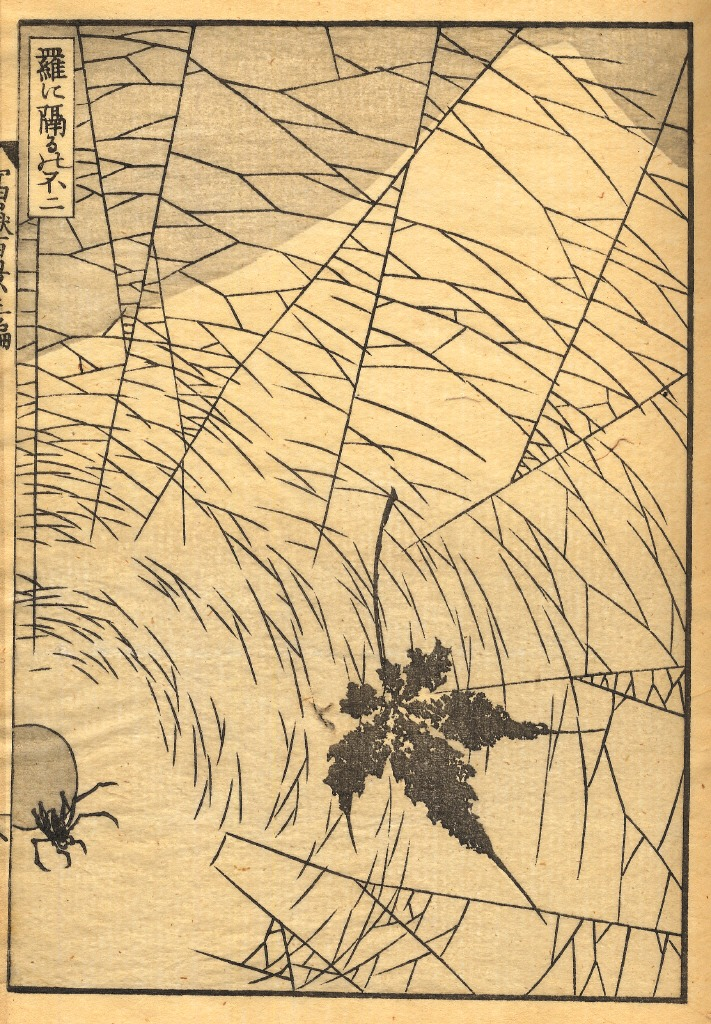
Зразок манґа Хокусая

За переказами, 1856 року молодий французький художник Фелікс Бракмон (1833—1914) стикнувся із японским мистецтвом дещо підготовленим до нової естетики і нового погляду — підходу до зображень. Він відвідував антикварну крамничку, де побачив японські вироби, загорнуті в якісь папірці. Він розглядав не тільки екзотичні для француза XIX століття речі, а й папірці. Це і були малюнки японського художника Кацусіка Хокусая, вирвані із якогось альбому «Манґа Хокусая». Фелікс Бракмон сам використав ці начерки у власних розписах порцеляни, пристосовуючи чи виправляючи екзотичні зображення, а також радо показував ці вирвані аркуші іншим художникам. В другій третині ХІХ століття у Парижі запанувала мода на японську гравюру. Колекціонерами чи прихильниками гравюр укійо-е були французькі імпресіоністи й Вінсент ван Гог.

## Власний шлюб
Під час відвідин музею Лувр Фелікс Бракмон познайомився з жінкою-художницею. Марі подавала значні надії, її картину «Моя мати з сестрою Луїзою та вчителем» журі Паризького Салона з першого показу прийняли на виставку. Невдовзі молода художниця отримала замову від держави на низку копій картин з Лувру. Фелікс вже зробив кар'єру офортиста і гравера, тому після 1869 року остаточно покинув олійний живопис. Консервативний у звичках Бракмон тим не менше підтримував знайомство з декількома імпресіоністами, хоча не ставився ні до них, ні до їх (скандальної на той час) творчості прихильно. Він працював художником на мануфактурі Ліможа, де робив ескізи до розпису місцевої порцеляни. 1871 року його призначають головним художнім керівником Севрської порцелянової мануфактури.
Дівчина сподобалась Бракмону і 5 серпня 1869 року він узяв з нею шлюб. Мати була проти художника-зятя, але Марі стала дружиною Бракмона. Через рік Марі народила сина П'єра, але недужала. Невдовзі (1871 року) вони перебралися на життя у Севр, куди отримав нове призначеня її чоловік. Марі допомагала чоловіку в створені ескізів, а він навчив її техніці створення офортів. Так в творчому доробку майстрині з'явились офорти, котрі ще за життя художниці братимуть на виставки. Марі, на відміну від чоловіка, не покидала оліний живопис і почала створювати пейзажі і натюрморти.
В 1874–1875 роках Марі давала власні картини в Паризький Салон, що було офіційним визнанням її як художниці. На її твори звернув увагу Едґар Деґа. Він сам напросився в її знайомі і в свою чергу представив молодій пані художників Клода Моне та Ренуара. Марі дотримувалась стилістики пізнього класицизму, яку засвоїла в майстерні Енгра. Тепер доля познайомила її з яскравими творами скандальних і невизнаних художників. Перелом в художній свідомості майстрині проходив поступово — зі змінами поглядів на працю на пленері, на вживання яскравіших фарб, на засвоєння більш ескізної техніки. Феліксу не подобались ні скандальні імпресіоністи, ні їх впливи на Марі.
Тим не менше Марі Бракмон брала участь в трьох виставках імпресіоністів у Парижі — четвертій (1879 року), п'ятій (1880 року) та восьмій (1886 року). А ще в 1976 вона показала власні твори на Виставці декоративного мистецтва, 1879 року — в Салоні, 1881 року в Лондоні. Марі Бракмон пізніше зарахують до трійці перших жінок-художниць, пов'язаних з першою генерацією французьких імпресіоністів.

## Смерть
Фелікс Бракмон помер 29 жовтня 1914 року.
Марі Бракмон пережила чоловіка на два роки і померла в Севрі. Там же відбулося і її поховання.

## Обрані твори (галерея)

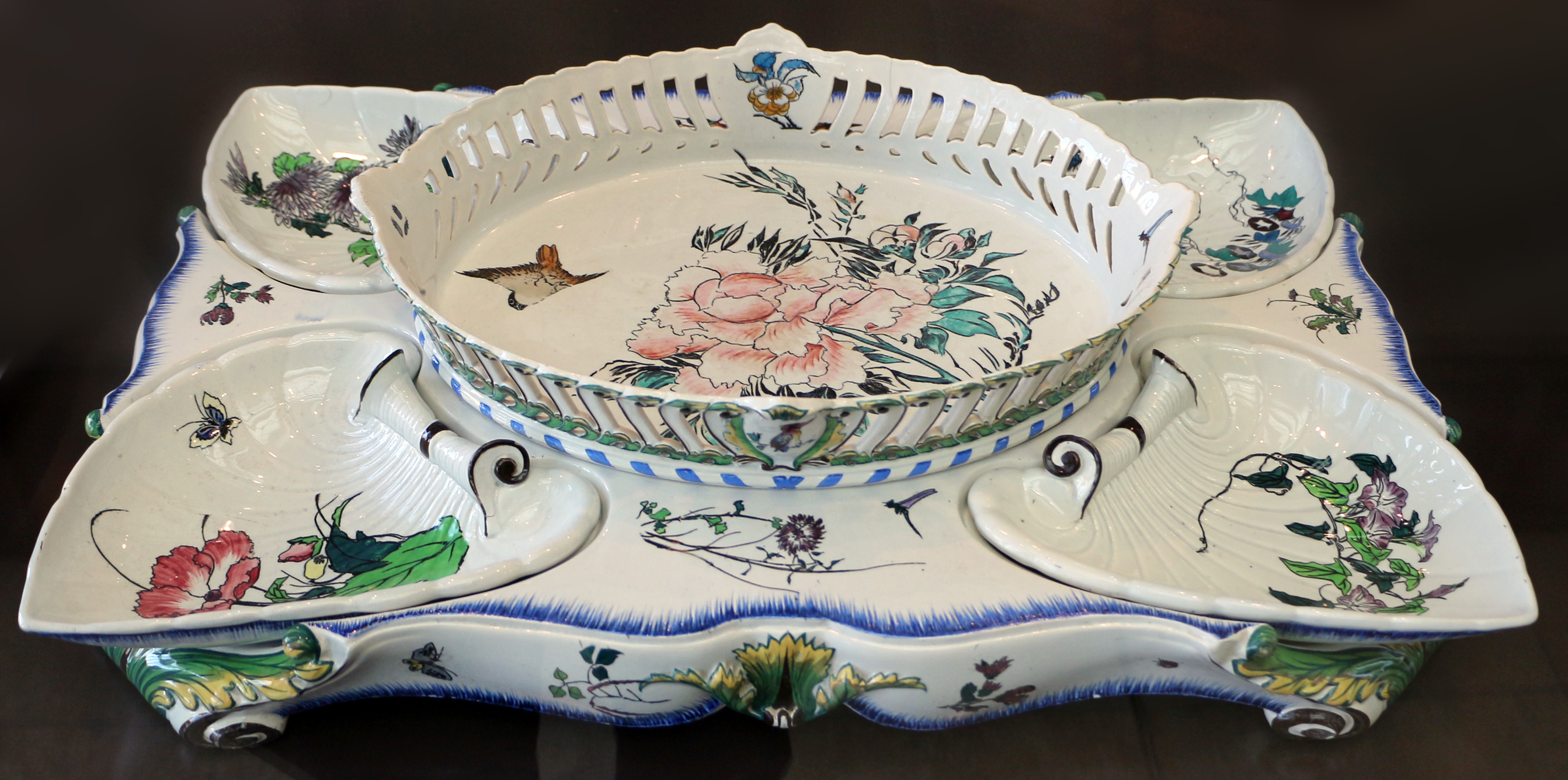
Фелікс Бракмон, Розпис блюда, до 1875 р. Франція

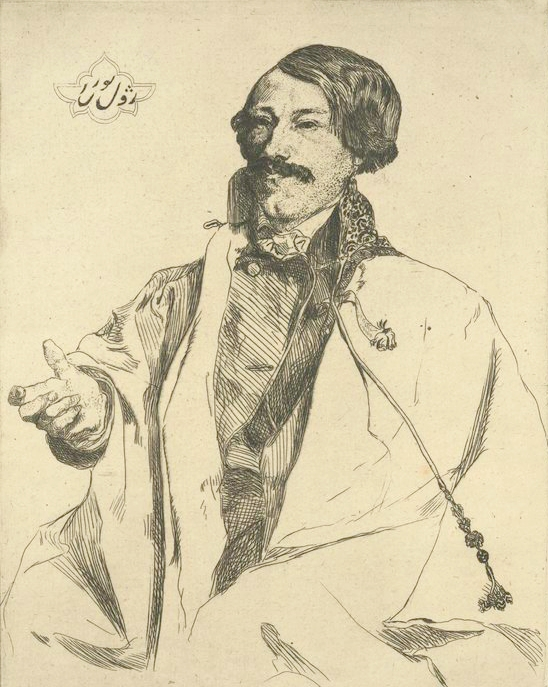
Фелікс Бракмон. «Жуль Лорен у східному вбранні», офорт, 1853 р., Нью-Йоркська Публічна бібліотека
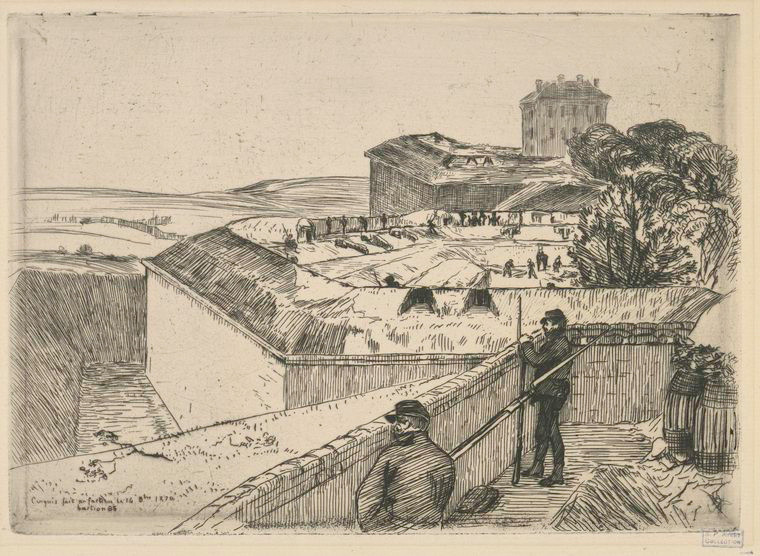
Фелікс Бракмон. «Бастіон», 1874 р.
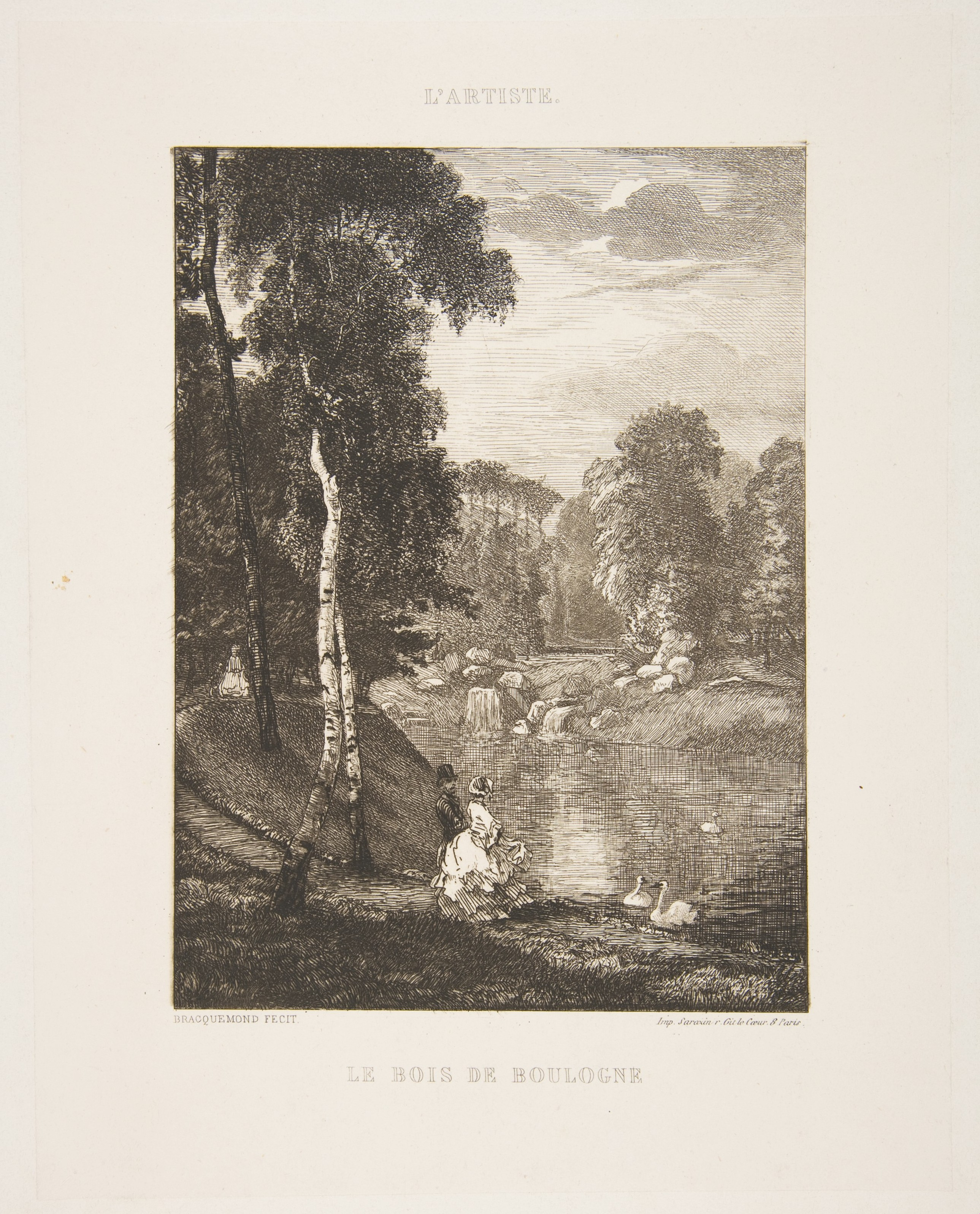
Федікс Бракмон. «Париж. Булонський ліс», кінець 19 ст., Музей мистецтва Метрополітен
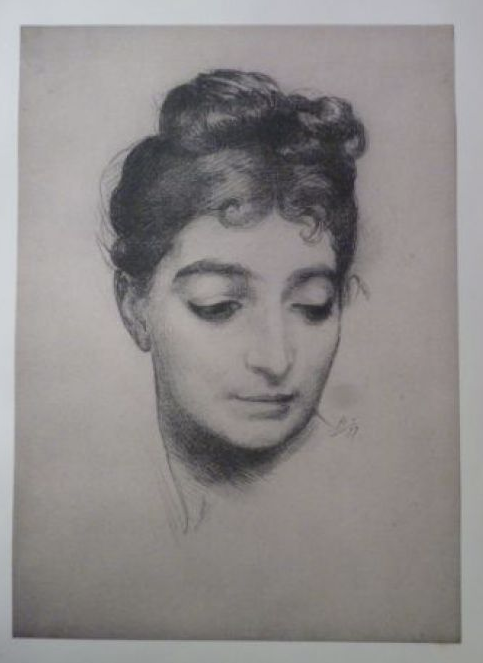
Фелікс Бракмон. «Жіночий портрет», літографія, 1899 р., серія «Сучасний естамп»